# ATP Challenger Green Bay
Das ATP Challenger Green Bay (offiziell: Green Bay Challenger) war ein Tennisturnier, das einmalig 1979 in Green Bay, Wisconsin, stattfand. Es gehörte zur ATP Challenger Tour und wurde im Freien auf Hartplatz gespielt.

## Liste der Sieger

### Einzel
| Jahr | Sieger             | Finalgegner | Ergebnis      |
| ---- | ------------------ | ----------- | ------------- |
| 1979 | Vincent Van Patten | Fred McNair | 4:6, 6:4, 6:4 |

### Doppel
| Jahr | Sieger                     | Finalgegner                 | Ergebnis |
| ---- | -------------------------- | --------------------------- | -------- |
| 1979 | Sashi Menon Robert Trogolo | Tom Leonard Jerry Van Linge | 7:5, 6:4 |